# Humbird
Humbird – jednostka osadnicza w Stanach Zjednoczonych, w stanie Wisconsin, w hrabstwie Clark.